# Брамбл, Дэн
Дэниел «Дэн» Брамбл (англ. Daniel «Dan» Bramble; род. 14 октября 1990, Честерфилд, Дербишир, Великобритания) — британский легкоатлет, специализирующийся в прыжке в длину. Трёхкратный чемпион Великобритании.

## Биография
В детстве занимался тхэквондо, а в лёгкой атлетике успел попробовать свои силы в метании копья и беге на 100 метров, прежде чем остановился на прыжке в длину. В юношеские и юниорские годы не показывал высоких результатов и в 2011 году был готов завершить карьеру. Остаться в спорте его убедил только тренер, Ларри Эчик.
В апреле 2015 года впервые в карьере прыгнул за 8 метров. Личный рекорд 8,21 м был установлен на соревнованиях в США. Благодаря этому результату Брамбл квалифицировался на чемпионат мира, где занял 18-е место в квалификации и не смог выйти в финал.
В 2016 году установил личный рекорд на зимнем чемпионате мира (8,14 м), с которым стал шестым, уступив в борьбе за бронзовую медаль 7 сантиметров. Летний сезон почти полностью пропустил из-за травмы и не смог побороться за участие в Олимпийских играх.
Выиграл прыжок в длину на командном чемпионате Европы 2017 года с результатом 8,00 м.

## Основные результаты
| Год  | Турнир                       | Место проведения  | Дисциплина     | Место        | Результат |
| ---- | ---------------------------- | ----------------- | -------------- | ------------ | --------- |
| 2015 | Командный чемпионат Европы   | Чебоксары, Россия | прыжок в длину | 8-е          | 7,61 м    |
| 2015 | Командный чемпионат Европы   | Чебоксары, Россия | тройной прыжок | 11-е         | 15,92 м   |
| 2015 | Чемпионат мира               | Пекин, Китай      | прыжок в длину | 18-е (квал.) | 7,83 м    |
| 2016 | Чемпионат мира в помещении   | Портленд, США     | прыжок в длину | 6-е          | 8,14 м    |
| 2017 | Чемпионат Европы в помещении | Белград, Сербия   | прыжок в длину | 12-е (квал.) | 7,64 м    |
| 2017 | Командный чемпионат Европы   | Лилль, Франция    | прыжок в длину | 1-е          | 8,00 м    |